# Związek Komunalny Gmin „Komunikacja Międzygminna” w Olkuszu
Związek Komunalny Gmin „Komunikacja Międzygminna” w Olkuszu – związek międzygminny, który ma za zadanie wykonywanie zadań publicznych w zakresie transportu lokalnego zbiorowego na terenie czterech gmin członkowskich: Olkusz, Klucze, Bolesław i Bukowno.
Związek istnieje na podstawie przepisów ustawy z 8 marca 1990 o samorządzie gminnym w zakresie dotyczącym związków międzygminnych. Dnia 28 stycznia 1998 został wpisany do rejestru związków międzygminnych.

## Przewoźnicy
Linie ZKG „KM” Olkusz są obecnie (stan na 8 listopada 2022 r.) obsługiwane przez 4 przewoźników.
- TRANSGÓR S.A

Obsługiwane linie: 464 i 465
- PKS POŁUDNIE SPÓŁKA Z O.O

Obsługiwane linie: 472, 477, SŁ, WK, Ż, ZP i ZZ
- LZ APOLINARY LAZAR, MARCIN LAZAR SPÓŁKA JAWNA

Obsługiwane linie: 457, 471, 476, 473, 474, G i PS
- FIRMA "NATAN"

Obsługiwane linie: BP, M, 460, 461, 462, 463, 466, 467, 470 i 475